# Berlise
Berlise es una comuna francesa, situada en el departamento de Aisne, de la región de Alta Francia.

## Demografía
| 172 | 151 | 139 | 128 | 108 | 100 | 123 | 118 |
| Para los censos de 1962 a 1999 la población legal corresponde a la población sin duplicidades (Fuente: INSEE [Consultar]) |     |     |     |     |     |     |     |